# Otto Dahmen
Otto Dahmen (* 4. Juli 1826 in Mannheim; † 1896) war ein badischer Landwirt und Politiker.

## Leben
Otto Dahmen besuchte das Lyzeum in Mannheim. Anschließend studierte er in Heidelberg Cameralia und Naturwissenschaften und in Hohenheim Land- und Forstwirtschaft. Von 1849 bis 1860 bewirtschaftete er seine Besitzungen in Sulzbach und Hausach, wo er auch Bürgermeister war.
Von 1859 bis 1863 war er Mitglied der Zweiten Kammer der Badischen Ständeversammlung und von 1868 bis 1870 gehörte er als Abgeordneter des Wahlkreises Baden 7 (Wolfach, Triberg, Achern) dem Zollparlament an. Er vertrat großdeutsche und katholische Positionen.